# بولدوگ‌کواوی‌فالو
بولدوگ‌کواوی‌فالو (به مجاری:  Boldogkőújfalu) یک شهرداری در مجارستان است که در بورشود-آبااوی-زمپلن واقع شده‌است. بولدوگ‌کواوی‌فالو ۱۰٫۹۸ کیلومتر مربع مساحت و ۵۵۳ نفر جمعیت دارد.